# Anicius Probus (consul)
Flavius Anicius Probus Junior ou Flavius Anicius Probus Iunior, né vers 495 et mort en 533, est un homme politique de l'Empire romain.

## Eléments biographiques
Probable fils de Anicius Olybrius (vers 476-504 ; préfet du prétoire d'Italie en 503) et petit-neveu de l'empereur Olybrius (voir les schémas généalogiques des articles Anicius Hermogenianus Olybrius et Arcadius).
Il est consul pour l'est et l'ouest en 525. Son surnom Junior pourrait être une confusion avec le consul de 491, son probable cousin issu de germain Anicius Olybrius (Junior).
Il épouse sa probable arrière-cousine Proba (née vers 510),
- fille de Anicius Olybrius (consul en 491) (voir son tableau généalogique, et celui de son père Flavius Dagalaiphus Areobindus) (né vers 480 et mort entre 524/527 ; Fils de Flavius Areobindus Dagalaiphus Areobindus et de sa femme Anicia Juliana, fille de l'empereur Olybrius et de Galla Placidia la Jeune, elle-même issue deux fois de Théodose le Grand),
- et de sa femme Irène (née vers 485 ; probable fille de Flavius Paulus, frère de l'empereur Anastase, et de Magna (elle-même fille d'Anicius Probus, vir consularis — fils de l'empereur Pétrone Maxime — et de sa femme Maria) (mais MedLands, contre Settipani, dit que Magna serait la sœur de Paulus et de l'empereur Anastase, et que son mari est inconnu ?).

Proba et Anicius Probus sont les parents de Flavia Juliana (née vers 533), femme d'Anastasius (un des fils de Flavius Anastasius Paulus Probus Sabinianus Pompeius, consul en 517, et de sa femme Theodora, née vers 515, fille naturelle de l'impératrice Théodora), d'où descendance :
- Areobindus : probable père d'Anastasia Areobinda (femme du curopalate Petrus, frère de l'empereur Maurice),
- et Placidia (femme de Jean Mystacon)...[réf. nécessaire].